# Đồng đội (phim truyền hình)
Đồng đội (tiếng Hàn: 전우, tiếng Anh: Comrades) là tên một bộ phim truyền hình của hãng truyền thông KBS.

## Lịch sử
Phim khai thác đề tài số phận những người lính trong cuộc chiến tranh Triều Tiên (1950-1953). Bộ phim nằm trong loạt dự án kỷ niệm tròn 60 năm ngày nổ ta cuộc chiến tranh liên Triều (25 tháng 6 năm 1950 - 25 tháng 6 năm 2010).
Lồng ghép trong bối cảnh chiến tranh tàn khốc là câu chuyện cảm động về tình bạn, tình đồng đội giữa những con người không hề quen biết nhưng có chung mục đích sống.

## Nội dung
Bộ phim Đồng đội là một dự án đặc biệt của Đài truyền hình KBS để kỷ niệm 60 năm ngày nổ ra cuộc chiến tranh Triều Tiên, hay còn gọi là cuộc chiến 25 tháng Sáu.
Cố gắng tái hiện cuộc chiến khốc liệt diễn ra ở thành thị Bình Nhưỡng từ ngày 18 đến ngày 20 tháng 10 năm 1950, chuyện phim xoay quanh chín người lính nam và hai người lính nữ dũng cảm dấn thân vào biển lửa.

## Diễn viên
- Yoo Jae-suk
- Haha
- Kim Jong-kook
- Song Ji-hyo
- Lee Kwang-soo
- Kang Gary
- Jee Seok-jin

## Hậu trường
Đây là phiên bản làm lại từ bộ phim cùng tên đã ra mắt năm 1975 nhân dịp kỷ niệm 25 năm chiến tranh Triều Tiên.
Những kỹ xảo và hiệu ứng được thực hiện bằng loại máy quay Red-One đã từng được sử dụng tạo hiệu ứng kỹ xảo trong cảnh quay các trận kịch chiến trong phim cổ trang Chuno. Với loại máy quay này, trong cảnh quay đầu tiên trực diện vào nam diễn viên chính Thôi Tú Tông vượt qua vòng vây bom đạn để giải cứu đồng đội đã được bắt hình siêu tốc thật sinh động.